# Moștenire buclucașă (film)
Moștenire buclucașă (în engleză Brewster's Millions) este un film american de comedie din 1985 regizat de Walter Hill. Filmul îi are în distribuție pe Richard Pryor și John Candy. Scenariul lui Herschel Weingrod și Timothy Harris a fost bazat pe romanul cu același nume din 1902 al lui George Barr McCutcheon. Este unul din numeroasele filme bazate pe acest roman. 

## Distribuție
- Richard Pryor - Montgomery Brewster
- John Candy - Spike Nolan
- Lonette McKee - Angela Drake
- Stephen Collins - Warren Cox
- David White - George Granville
- Jerome Dempsey - Norris Baxter
- Jerry Orbach - Charlie Pegler
- Pat Hingle - Edward Roundfield
- David Wohl - Eugene Provost
- Tovah Feldshuh - Marilyn
- Hume Cronyn - Uncle Rupert Horn
- Grand L. Bush - Rudy
- Joe Grifasi - J.B. Donaldo
- Peter Jason - Chuck Fleming
- Rick Moranis - Morty King
- Robert Ellenstein - Mr. Carter
- Ji-Tu Cumbuka - Melvin